# Bulbizarre et ses évolutions
Bulbizarre (フシギダネ, Fushigidane, dans les versions originales en japonais) et ses évolutions, Herbizarre (フシギソウ, Fushigisō) et Florizarre (フシギバナ, Fushigibana), sont trois espèces de Pokémon de la première génération.
Issus de la célèbre franchise de médias créée par Satoshi Tajiri, ils apparaissent dans une collection de jeux vidéo et de cartes, dans une série d'animation, plusieurs films, et d'autres produits dérivés, ils sont imaginés par l'équipe de Game Freak et dessinés par Ken Sugimori. Leur première apparition a lieu au Japon en 1996, dans les jeux vidéo Pokémon Bleu et Pokémon Rouge, jeux dans lesquels Bulbizarre est un des trois Pokémon de départ que le joueur peut choisir pour commencer l'aventure. Ces trois Pokémon sont tous du double type plante et poison et occupent les trois premiers emplacements du Pokédex, l'encyclopédie fictive recensant les différentes espèces de Pokémon.
Depuis la sixième génération, Florizarre peut méga-évoluer en Méga-Florizarre.

## Création
Propriété de Nintendo, la franchise Pokémon est apparue au Japon en 1996 avec les jeux vidéo Pocket Monsters Vert et Pocket Monsters Rouge. Son concept de base est la capture et l'entraînement de créatures appelées Pokémon, afin de leur faire affronter ceux d'autres dresseurs de Pokémon. Chaque Pokémon possède un ou deux types – tels que l'eau, le feu ou la plante – qui déterminent ses faiblesses et ses résistances au combat. En s'entraînant, ils apprennent de nouvelles attaques et peuvent évoluer en un autre Pokémon.

### Conception graphique
La conception de Bulbizarre, d'Herbizarre et de Florizarre est l'œuvre, comme pour la plupart des Pokémon, de l'équipe chargée du développement des personnages au sein du studio Game Freak. Leur apparence est finalisée par Ken Sugimori pour la première génération des jeux Pokémon, Pokémon Rouge et Pokémon Vert, sortis à l'extérieur du Japon sous les titres de Pokémon Rouge et Pokémon Bleu,. Satoshi Tajiri expliquera avoir imaginé Bulbizarre à partir du Ophiocordyceps sinensis, un champignon parasite qui grandit à l'intérieur du corps de ses hôtes avant de faire sortir de leur corps sa partie fertile pour disséminer ses spores, qu'on retrouve avec la plante sur le dos de Bulbizarre. L'animal lui-même évoque soit un reptile soit un amphibien, notamment le groupe éteint des temnospondyles.

### Dénomination
Bulbizarre, Herbizarre et Florizarre sont initialement nommés Fushigidane (フシギダネ), Fushigisō (フシギソウ) et Fushigibana (フシギバナ) en japonais. Les trois noms japonais sont des mots-valises composés du mot « fushigi » (不思議, mystère ou bizarre) et du mot tane (種, graine) pour Bulbizarre, du mot « sō » (草, herbe) pour Herbizarre et du mot « hana » (花, fleur) pour Florizarre. Les noms de Bulbizarre et Herbizarre forment également deux jeux de mots qui se répondent, « Fushigi da ne ? » (不思議だね?) pouvant être traduit par « Bizarre, n'est-ce pas ? » et « Fushigi sō » (不思議そ) par « Bizarre, en effet. ». Ces noms sont ensuite adaptés dans trois langues lors de la parution des jeux en Occident : anglais, français et allemand ; le nom anglais est utilisé dans les autres traductions du jeu.
Nintendo choisit de donner aux Pokémon des noms « astucieux et descriptifs », liés à l'apparence ou aux pouvoirs des créatures, lors de la traduction des jeux ; il s'agit d'un moyen de rendre les personnages plus compréhensibles pour les enfants. Fushigidane est traduit par « Bulbasaur » en anglais, « Bisasam » en allemand et « Bulbizarre » en français ; Fushigibana devient « Ivysaur » en anglais, « Bisaknosp » en allemand et « Herbizarre » en français et Fushigibana s'appelle « Venusaur » en anglais, « Bisaflor » en allemand et « Florizarre » en français. Selon IGN, les noms anglais sont des mots-valises avec tous pour terminaison le « -saur » de dinosaur (l'anglais pour dinosaure) et pour début « bulb » (bulbe) pour Bulbizarre, « ivy » (lierre) pour Herbizarre et « venus flytrap » (dionée attrape-mouche) pour Florizarre.
La version française est directement traduite de la version originale en japonais. Les noms de Bulbizarre et de ses évolutions sont directement calqués sur les noms japonais : ce sont des mots-valise formés sur la terminaison commune « bizarre » et, respectivement, les mots « bulbe », « herbe » et « flore », qui renvoient à l'apparence du Pokémon et aux différents stades de croissance d'une plante.

## Description
Ces trois Pokémon sont les évolutions les uns des autres : Bulbizarre évolue en Herbizarre puis en Florizarre. De plus, en exposant Florizarre à une Florizarrite, le Pokémon évolue temporairement en Méga-Florizarre. Dans les jeux vidéo, ces évolutions surviennent en atteignant respectivement le niveau 16 et le niveau 32,. Pour évoluer en Florizarre, Bulbizarre est d'abord obligé d'évoluer en Herbizarre.
Comme pratiquement tous les Pokémon, ils ne peuvent pas parler : lors de leurs apparitions dans les jeux vidéo tout comme dans la série d'animation, ils sont seulement capables de communiquer verbalement en répétant les syllabes de leur nom d'espèce en utilisant différents accents, différentes tonalités, et en rajoutant du langage corporel.

### Bulbizarre
Bulbizarre est une créature courtaude et vaguement reptilienne qui se déplace à quatre pattes et possède un corps bleu-vert clair avec des taches bleu-vert plus foncées. Le bulbe sur son dos semble être lié à lui par une relation symbiotique, plus que parasitaire (ce qui est le cas de Paras), comme peuvent le montrer ses attaques qui tirent profit du bulbe, telles que le Tranch'Herbe qui est un jet de feuilles tranchantes comme des rasoirs, et le Fouet Lianes qui est l’utilisation de tiges comme membres articulés pour frapper l’adversaire. Il se sert aussi de ses tiges pour manipuler des objets ou se porter lui-même en hauteur. La force de ses tiges est incroyable, il peut ainsi soulever des masses équivalentes à la sienne.
Le bulbe sur son dos possède un orifice à son sommet, lui donnant l’apparence d’une fleur fermée, et il est la réserve de nourriture du Bulbizarre. En effet, en période de disette, il peut survivre plusieurs jours sans manger grâce à l’énergie accumulée par le bulbe. Énergie qui s’accumule depuis la naissance du Bulbizarre car lorsque celui-ci fait la sieste au soleil, ses rayons sont absorbés afin de faire grandir le bulbe, ainsi tous les jours, il grandit. Le bulbe grandit alors jusqu’à en devenir trop grand et lourd pour Bulbizarre ce qui l’empêchera alors de se dresser sur ses deux pattes arrière, signe que son évolution en Herbizarre est proche.

### Herbizarre
Évoluant de Bulbizarre, un Herbizarre ressemble beaucoup à sa pré-évolution. Il est plus grand que Bulbizarre, il a plus de taches foncées mais la couleur de son corps est plus claire. Il est encore courtaud, mais plus large, et développe des canines plus proéminentes. Ce qui était auparavant un bulbe sur son dos dans sa pré-évolution s'est développé en bourgeon. La taille du bourgeon étant beaucoup plus grande que celle du bulbe de Bulbizarre, il a perdu sa capacité à se tenir sur deux pattes, et est donc obligé de marcher à quatre pattes. Le poids important de son bourgeon, l’aide à se muscler les pattes, ce qui le rend plus fort et le prépare pour le stade final de son évolution. Tout comme Bulbizarre, Herbizarre peut vivre plusieurs jours sans manger, son bourgeon lui servant de réserve de nourriture. Son bourgeon se recharge, lui, à la lumière du soleil, et plus il est chargé, plus il grossit, et plus il grossit, plus Herbizarre est musclé et fort. En effet, la plupart de ses attaques proviennent du bourgeon sur son dos, des attaques telles que Tranch’Herbe ou Fouets lianes, lianes qu’il peut utiliser pour traverser un fossé. Il peut aussi utiliser des poudres, telle que la Poudre Dodo.
Et ainsi, lorsque Herbizarre est proche de l’évolution, le bourgeon sur son dos libèrent des effluves agréables, de plus, Herbizarre commence alors à se prélasser au soleil de plus en plus longtemps. Peu de temps après, la fleur éclot et Herbizarre devient Florizarre. Le comportement des Herbizarre sauvages est peu connu, on peut supposer qu’ils vivent dans des plaines avec une grande qualité d’exposition au soleil et de grandes quantités d’eau douce. Et Herbizarre étant un peu plus agressif que Bulbizarre, bien que toujours très loyal envers son dresseur, ce doit être encore plus vrai dans son milieu naturel.

### Florizarre

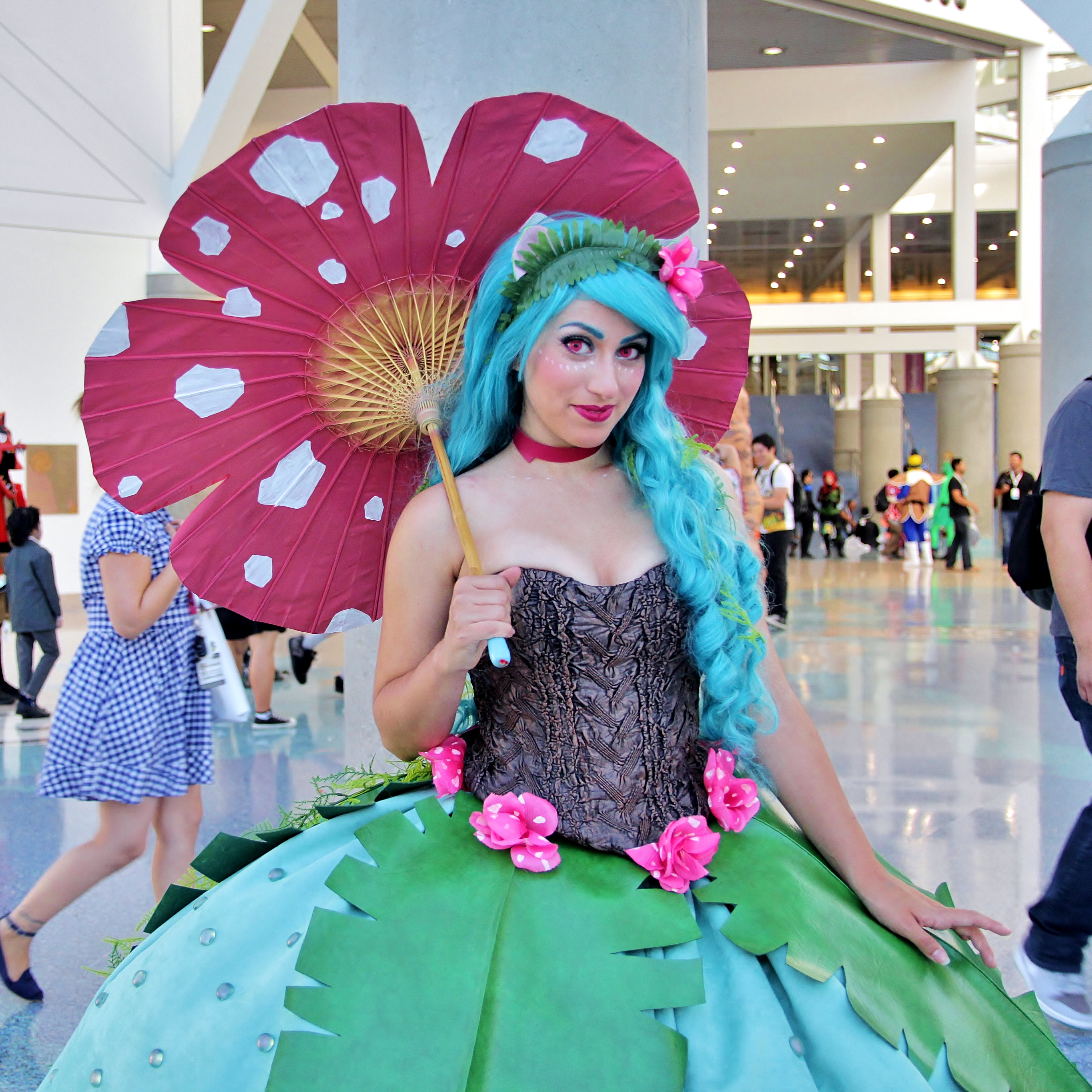
Cosplay de Florizarre à la Comikaze Expo 2015, à Los Angeles (États-Unis).

Les Florizarre sont de larges animaux reptiliens qui marchent à quatre pattes. Il est considérablement plus grand et lourd que chacune de ses deux pré-évolutions, et bien sûr, ses mouvements sont aussi plus lents. En revanche, ses attaques spéciales sont plus rapides que jamais, du fait que la plante sur son dos ait évolué jusqu’à son stade final, une fleur superbe et gigantesque. Il est capable de charger ses adversaires en gagnant de la vitesse, en utilisant des mouvements, comme Charge, Plaquage ou Bélier, avec plus de puissance qu’un camion blindé. Il a pourtant une incroyable agilité pour un Pokémon si lourd, et est capable d’éviter des attaques et de sauter sur des formations rocheuses. Son seul point faible est que son poids provoque un tremblement de terre lorsqu’il atterrit, ce qui peut casser la plate-forme sur laquelle il essaie d’atterrir, ou causer son enterrement dans la boue ou le sable. Chacun de ses pas provoquant aussi un petit tremblement de terre.
Sa fleur, lorsque régénérée par le soleil, dégage un parfum envoûtant et prend une couleur vive. Le parfum de sa fleur peut calmer les gens et les Pokémon engagés dans un combat. Son parfum se faisant encore plus pénétrant les lendemains de pluie, appâtant les Pokémon. La femelle a une « graine » poussant depuis sa fleur, graine qui sera ensuite plantée sur le dos de Bulbizarre ; la graine peut aussi, si plantée ailleurs, donner de grandes lianes qui bloqueront tout passage. Tout comme ses pré-évolutions, la plupart des attaques de Florizarre proviennent de la plante sur son dos, mais ses attaques sont clairement plus puissantes que celles provenant d’un Bulbizarre ou Herbizarre. En effet, il possède plus de tiges lorsqu’il attaque, les autres étant limités à deux. Avec elles, il peut soulever des adversaires très lourds. Et lorsqu’il utilise Lance-Soleil, la plante sur son dos emmagasine l’énergie solaire et il semblerait qu’il puisse relâcher la puissance acquise soit par l’orifice de sa fleur, soit par sa gueule, en prenant en compte la position de son ennemi par rapport à la sienne. Un dresseur doit être très expérimenté pour en posséder un. Ils ont un potentiel de loyauté très élevé, c’est pour cela que la plupart des Florizarre sont utilisés en tant que garde du corps et sont rarement abandonnés.
Rare dans la nature, Florizarre est généralement le leader du rituel d’évolution, chaque année, loin du regard Humain. Florizarre obtient la plupart, peut-être même toute son énergie, de la fleur sur son dos. En effet, elle use de la photosynthèse qui fournit l’énergie dont a besoin Florizarre, mais on ne sait pas s’il a quand même besoin de manger. Son habitat naturel consiste ainsi en de grandes plaines ensoleillées et avec des points d’eau fraîche,.
Florizarre peut se transformer temporairement en Méga-Florizarre. La fleur sur le dos du Pokémon s'épanouit encore un peu plus, des lianes apparaissent entre les feuilles. La tête change également, le Pokémon gagne une fleur à six pétales au-dessus de son front et trois tâches apparaissent au-dessus du museau, entre les yeux. Le Pokémon devient également plus épais et plus lourd ; il pèse 155,5 kg. Sa taille change également ; il atteint 2,4 m.

## Apparition

### Jeux vidéo
Bulbizarre, Herbizarre et Florizarre apparaissent dans la série de jeux vidéo Pokémon , d'abord dans Pokémon Rouge et Pokémon Vert (au Japon) et dans Pokémon Bleu et Pokémon Rouge (en Europe et aux États-Unis). Pour commencer en japonais, puis traduits en plusieurs autres langues, ces jeux ont été vendus à près de 200 millions d'exemplaires à travers le monde. Ils font leur première apparition le 27 février 1996, dans les jeux japonais Pocket Monsters Aka (ポケットモンスター 赤, Poketto Monsutā Aka, Pocket Monsters Rouge) et Pocket Monsters Midori (ポケットモンスター 緑, Poketto Monsutā Midori, Pocket Monsters Vert) (remplacé dans les autres pays par la version Bleue). Bulbizarre peut être choisi comme Pokémon de départ dans les versions Rouge, Bleue, Rouge feu et Vert feuille, et dans la version Jaune, le Pokémon est offert. Pour l'obtenir avec ses évolutions dans les autres jeux, il faut les échanger. Bulbizarre est considéré comme un bon choix pour les débutants, vu que les deux premières arènes Pokémon de Kanto sont Pierre, qui utilise des Pokémon de type roche, et Ondine, qui utilise des Pokémon de type eau.
Il est possible d'avoir un œuf de Bulbizarre en faisant se reproduire deux Pokémon dont au moins un Bulbizarre, un Herbizarre ou un Florizarre femelle. Cet œuf éclot après 5 120 pas, et un Bulbizarre de niveau 5 en sort. Bulbizarre, Herbizarre et Florizarre appartiennent aux groupes d'œuf monstre et plante. Leurs capacités spéciales sont « Engrais », qui donne une puissance multipliée par 1,5 aux attaques plante lorsque les PV de ce Pokémon sont inférieurs au tiers et « Chlorophylle », qui augmente sa vitesse au soleil.
Bulbizarre, Herbizarre et Florizarre apparaissent dans d'autres jeux de la franchise Nintendo. Bulbizarre peut être le Pokémon de départ de Pokémon : Donjon Mystère 1 et 2,, obtenu au hasard parmi sept Pokémon en récompense d'un tournoi gagné dans Pokémon Stadium, photographié dans Pokémon Snap. Herbizarre est un Pokémon jouable au travers du dresseur Pokémon, dans Super Smash Bros. Brawl et Super Smash Bros. Ultimate aux côtés de Carapuce et de Dracaufeu. Dans Super Smash Bros. Brawl et dans Super Smash Bros. Melee, Bulbizarre, Herbizarre et Florizarre apparaissent en tant que trophée à la loterie,. Lorsque Florizarre apparait dans la série de jeux Super Smash Bros., celui-ci déstabilise les joueurs avec ses attaques. Il apparaît aussi dans ce jeu en tant qu'élément d'un stage. Bulbizarre a aussi fait des apparitions dans Hey You, Pikachu! et Pokémon Channel. Bulbizarre fait partie du premier lot de figurines de la technologie de communication en champ proche pour Pokémon Rumble U. Pour les vingt ans de Pokémon, dans Super Mario Maker, Mario peut prendre un costume de Bulbizarre.

### Série télévisée et films
La série télévisée Pokémon et les films qui en sont issus narrent les aventures d'un jeune dresseur de Pokémon du nom de Sacha, qui voyage à travers le monde pour affronter d'autres dresseurs ; l'intrigue est souvent distincte de celle des jeux vidéo. Sacha obtient Bulbizarre au dixième épisode intitulé Le village caché,. Son Bulbizarre apparait ensuite dans les épisodes L'Île aux géants Pokémon où il affronte un Florizarre géant robot,, Le Jardin mystérieux en compagnie d'un Florizarre et de plusieurs Bulbizarre qui évoluent en Herbizarre, excepté celui de Sacha qui refuse d'évoluer,, Un quatrième tour décisif, La Menace mystérieuse à côté d'un Bulbizarre rejeté par le maire de la ville, Le Trophée du vainqueur, où un autre dresseur utilise un Florizarre contre le Tauros de Sacha, La Lutte des plantes. Par la suite, le Pokémon reste chez le professeur Chen car il sert de « négociateur » entre les Pokémon et évite les conflits.
Flora capture elle aussi un Bulbizarre, ceci dans l'épisode Le Territoire interdit, épisode où un Florizarre sauvage apparaît également. Elle le laisse avec le Bulbizarre de Sacha au professeur Chen. Même si dans les jeux, le Pokémon n'a pas de dimorphisme sexuel, le Bulbizarre de Flora a une marque en forme de cœur sur son front. Un Herbizarre du dresseur appelé Jimmy apparaît dans l'épisode L'arbitre, il est accompagné de Carabaffe et de Reptincel. Dans un tournoi dans la région de Hoenn, le Jungko de Sacha bat le Florizarre d'un dresseur.
Dans Pokémon Chronicles, une collection d'histoires séparées de la série animée principale, un personnage nommé Gilbert a choisi Bulbizarre comme son Pokémon de départ et Herbizarre était le Pokémon d'une fille, Crystal. Dans un autre épisode, Régis Chen crée un Ptéra, un Pokémon éteint, cependant celui-ci s'échappe. Misawo, la petite sœur de  Kobara, une chercheuse, retrouve le Pokémon égaré et bat la Team Rocket avec son Herbizarre. Dans le premier film Pokémon, Mewtwo a cloné un Bulbizarre qui a depuis évolué en Florizarre et l'utilise (aux côtés des clones de Dracaufeu et de Tortank) pour battre les dresseurs qu'il a invité sur son île pour combattre.
Dans la version japonaise de la série, la voix du Bulbizarre de Sacha est doublée par Megumi Hayashibara, tandis que celle du Bulbizarre de Flora est doublée par Miyako Itō. Dans la version anglophone, elles sont toutes deux doublées par Tara Jayne.

### Jeu de cartes
Le jeu de cartes Pokémon est un jeu de cartes à collectionner avec un but du jeu similaire à un match Pokémon dans la série de jeux vidéo ; les joueurs doivent utiliser des cartes (qui ont chacune leurs forces et faiblesses) dans le but de vaincre son adversaire en mettant toutes ses cartes KO.
Bulbizarre était parmi les premières cartes Pokémon quand le jeu fut sorti en octobre 1996. Les cartes de Bulbizarre sont peu apparues au début de la série de jeu de cartes. En particulier, le set Rocket contenait une carte Salamèche et Carapuce, mais pas de Bulbizarre. Bulbizarre a commencé à faire des apparitions plus fréquentes dans les expansions récentes, en commençant avec le set Expédition. La plupart des cartes Bulbizarre sont de la fréquence « ordinaire » et peuvent généralement être trouvées facilement. Ses attaques sont souvent Poudre dodo endormant son adversaire et Tranch'Herbe provoquant des dégâts à son adversaire.
La plupart des cartes Herbizarre sont des cartes ordinaires semi-évoluées et sont généralement utilisées pour combattre des cartes plus fortes (comme des Pokémon complètement évolués comme Dracaufeu). Herbizarre apparait dans le set de base, le set Gym Challenge, le set Expédition, et le set EX Rouge Feu & Vert Feuille, ainsi que dans le set promotionnel des Îles du Sud. Ses apparitions sont moins communes que celle de Bulbizarre, mais en contrepartie, il possède des attaques telles que Poudre Toxik ou bien Fouets lianes.
Florizarre est présent dans les deux premiers Set de base, la Collection légendaire, le Gym Challenge, le Set Expedition et le EX RougeFeu/VertFeuille. Ses apparitions sont rares, mais en contrepartie ses attaques sont puissantes. Il possède en effet des attaques telles que Plaquage ou Lance-Soleil.

## Accueil
Florizarre est la mascotte de Pocket Monsters Vert, le premier jeu de la série sorti, avec Pocket Monsters Rouge, en 1996 uniquement au Japon, ainsi que sa réédition Pokémon version Vert Feuille, sortie mondialement en 2004. Les lecteurs d'IGN ont élu leurs cent Pokémon les plus populaires. Florizarre arrive en 15e position, loin derrière Dracaufeu (1er) et Tortank (3e) « peut-être […] parce qu'ils sont plus dangereux qu'une fleur ». Bulbizarre se place en 52e position. Ce « Pokémon verdoyant » s'agit du « préféré » de l'éditrice d'IGN car elle a « un attachement très spécial pour » lui. Herbizarre se classe 78e car il n'a « jamais eu autant de reconnaissance que ses autres formes, Bulbizarre et Florizarre », jusqu'à ce qu'il apparaisse dans Super Smash Bros. Brawl.
Florizarre apparaît sur différentes consoles, dont la Nintendo 64 et la Game Boy Advance SP. Bulbizarre a aussi été utilisé dans des publicités pour des chaînes de restaurants fast-food comme McDonald's et Burger King. Bulbizarre est également cité dans l'épisode des Simpson, Serial piégeurs ; en effet lorsque Milhouse voit ses parents s'embrasser, il crie « Nom d'un Bulbizarre ! ». Trois cocktails inspirés de la famille d'évolution ont été créés par The Drunken Moogle ; il s'agit d'un mélange entre de la vodka citron vert, du jus de citron vert et de la liqueur de melon. Pour la Coupe du monde de football de 2014, Bulbizarre et d'autres Pokémon deviennent les mascottes officielles de l'équipe du Japon de football.